# Spectra-Physics
Spectra-Physics ist eine im September 1961 gegründete Laser-Firma in den USA (Sitz bis 2009 in Mountain View, Kalifornien, ab 2010 in Santa Clara, Kalifornien und seit Sommer 2021 in Milpitas, Kalifornien), die erste ganz auf Laser spezialisierte Firma. Sie gehört seit 2004 zur Newport Corporation in Irvine (Kalifornien) und heute (2020) zu MKS Instruments. Zeitweise umfasste das Produktspektrum auch Hochleistungsflüssigkeitschromatographie (HPLC).
Die Gründer (Herbert M. Dwight, Robert Rempel, Arnold Bloom, Earl Bell) kamen aus dem Umfeld von Varian Associates (einem Hersteller von Messgeräten, zum Beispiel NMR, EPR) und der Stanford University und zur Zeit der Gründung waren auch nicht Laser das Ziel, die erst Anfang der 1960er Jahre entwickelt wurden (genauer Ende 1960). Sie wollten allerdings auch eine direkte Konkurrenz zu Varian vermeiden, die sehr gut mit Patenten ausgestattet waren und den Weggang der Gründer von Spectra-Physics ungern gesehen hatten. Mitte 1962 präsentierten sie den ersten Gaslaser in Zusammenarbeit mit Perkin-Elmer (wobei sie auf den Patenten des bei den Bell Laboratories 1960 entwickelten ersten Gaslasers, des Helium-Neon-Lasers, aufbauten) und anfangs war der Bereich ein Joint-Venture mit Perkin-Elmer. Daneben hatten sie anfangs auch einige Forschungskontrakte mit Regierungsorganisationen wie der NASA auf anderen Gebieten.
In den Anfangsjahren erhielt auch jeder Angestellte Aktien des Unternehmens.
Ihr erstes Produkt war ein Infrarot-Gaslaser, das Modell 100. 1962 brachten sie den ersten kommerziell erhältlichen CW-Laser auf den Markt (Modell 110, er operierte im sichtbaren Spektralbereich) und 1968 den ersten kommerziellen Laser mit Modenkopplung. 1976 brachten sie den ersten Nd:YAG-Laser mit instabilem Resonator auf den Markt (Quanta-Ray DCR 1).
1964 erfanden Earl Bell und Arnold Bloom den Ionenlaser bei Spectra-Physics (erst Quecksilber, dann Argon), für das sie die grundlegenden Patente erhielten und das die Basis ihrer zweiten Generation von Gaslasern bildete.
1966 gründeten ehemalige Mitglieder (Eugene Watson) die Firma Coherent.
1974 führten sie den ersten kommerziellen Barcode-Scanner ein. Der Bereich Bar-Codes wurde 1996 von PSC Inc. übernommen.
Ende der 1970er Jahre wandten sie sich neben Gaslasern auch Festkörperlasern und Halbleiterlasern zu. 1983 hatten sie eine Pionierrolle in der Einführung von Diodenlasern hoher Leistung (SDL, Spectra Diode Laboratories, ein Joint-Venture mit Xerox PARC, einer der Gründer war Donald Scifres). In den 1980er und 1990er Jahren entwickelten sie eine Reihe DPSS-Laser.
1988 ging die Industriesparte an die Firma Siemens, die sie in Rofin-Sinar eingliederte.
Ende der 1970er Jahre übernahm Spectra-Physics auch den HPLC-Hersteller Autolab in San José (Kalifornien).